# Naukan (village)
Naukan (appellation historique Nevuqaq) était un village Yupik situé à l'extrémité orientale de la péninsule Tchouktche, au niveau du cap Dejnev. Fondé durant le XIVe siècle, le village est abandonné sur décision des autorités soviétiques en 1958 - 1959.

## Toponymie
L'appellation originale du village de Naukan était Nevuqaq.

## Géographie et climat
Le village de Naukan se trouvait à proximité du cap Dejnev (péninsule Tchouktche). Il était situé sur la zone côtière entre la mer de Béring et le massif montagneux du cap,.
Le climat de Naukan est une toundra polaire.

## Histoire

### Village Yupik
Naukan est fondé au XIVe siècle par des populations yupiks.
Les habitants de Naukan pratiquent une économie de subsistance fondée sur la chasse aux mammifères marins de la région (baleines grises, différentes espèces de phoques, morses) ainsi qu'à la chasse de petits gibiers terrestres, la pêche côtière et la cueillette.
Pendant plusieurs siècles (période impériale), Naukan est un point de passages et d'échanges important pour les populations yupiks résidant dans les zones sibérienne, béringienne et alaskienne. Les mariages entre les populations continentales de Naukan et celles insulaires (des îles Diomède par exemple) sont fréquents. Naukan concentre également une partie des activités commerciale et culturelle des yupiks.
A l'instar des yupiks vivant dans les zones sibériennes, les habitants de Naukan sont relativement épargnés par l'impact culturel des missionnaires. Jusqu'à la période soviétique, la culture yupik de Naukan est relativement préservée du phénomène d'acculturation.

### Administration soviétique puis déplacement de la population et abandon
Avec l'avènement du pouvoir soviétique et de la doctrine du matérialisme scientifique, les croyances ancestrales yupiks sont écartées. Les chamans subissent également des persécutions.
À la fin des années 1950, la population yupik habitant Naukan est estimée à environ 400 personnes, regroupées en 13 clans.
En 1958, les autorités soviétiques décident l'évacuation de Naukan vers des villages aux installations plus modernes. La population de Naukan est déplacée de force vers les villages plus à l'est ou au sud de Ouelen et Nuniamo.

## Patrimoine
Des vestiges de l'occupation yupik se trouvent sur la zone du village, notamment des restes d'habitations, de structures en os de baleine ou de structures destinées à conserver la viande. Le site est considéré comme sacré.

Vestiges du site de Naukan et de l'occupation Yupik.
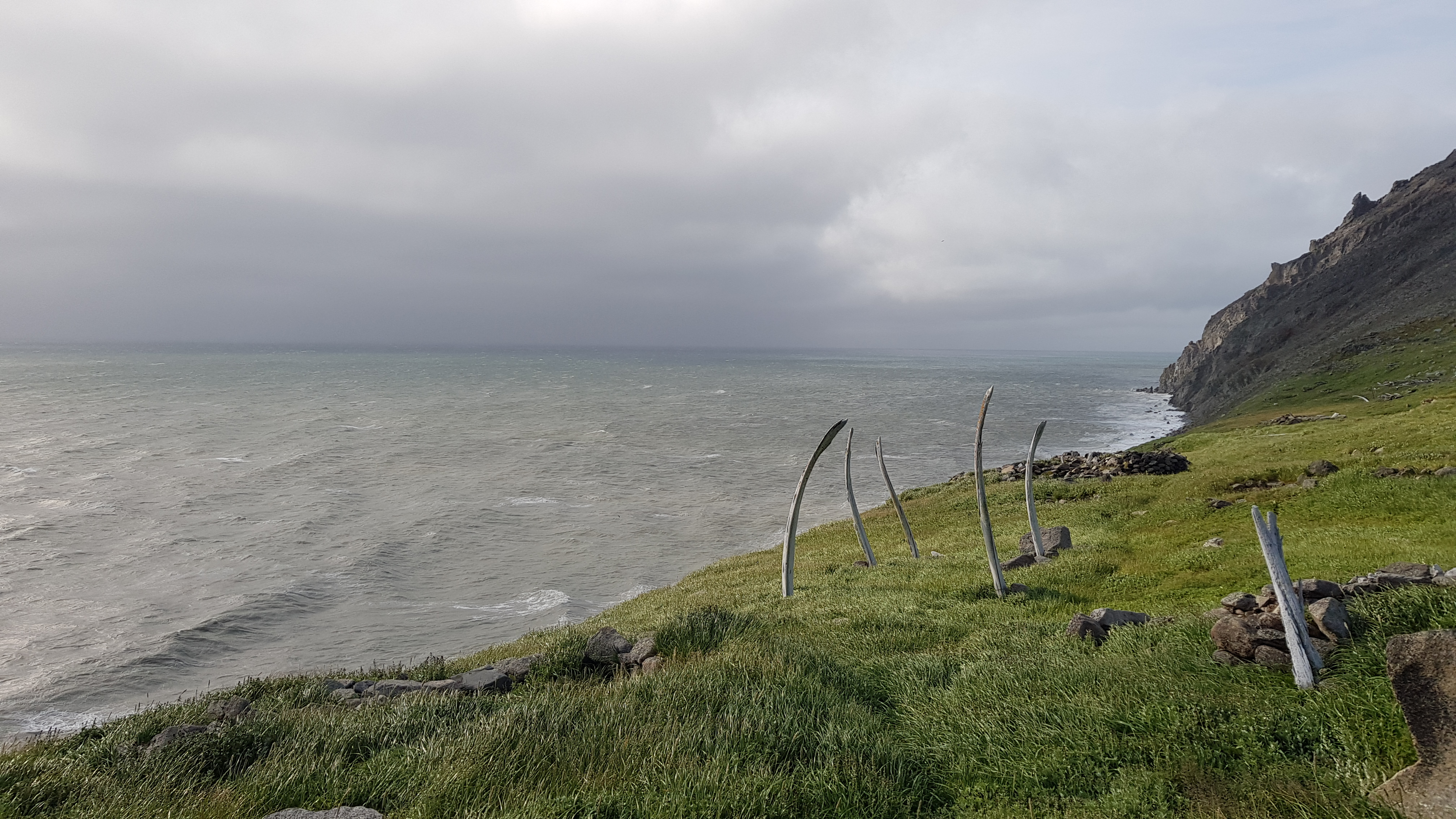
Structure en os de baleine, proximité du site de Naukan (2018)
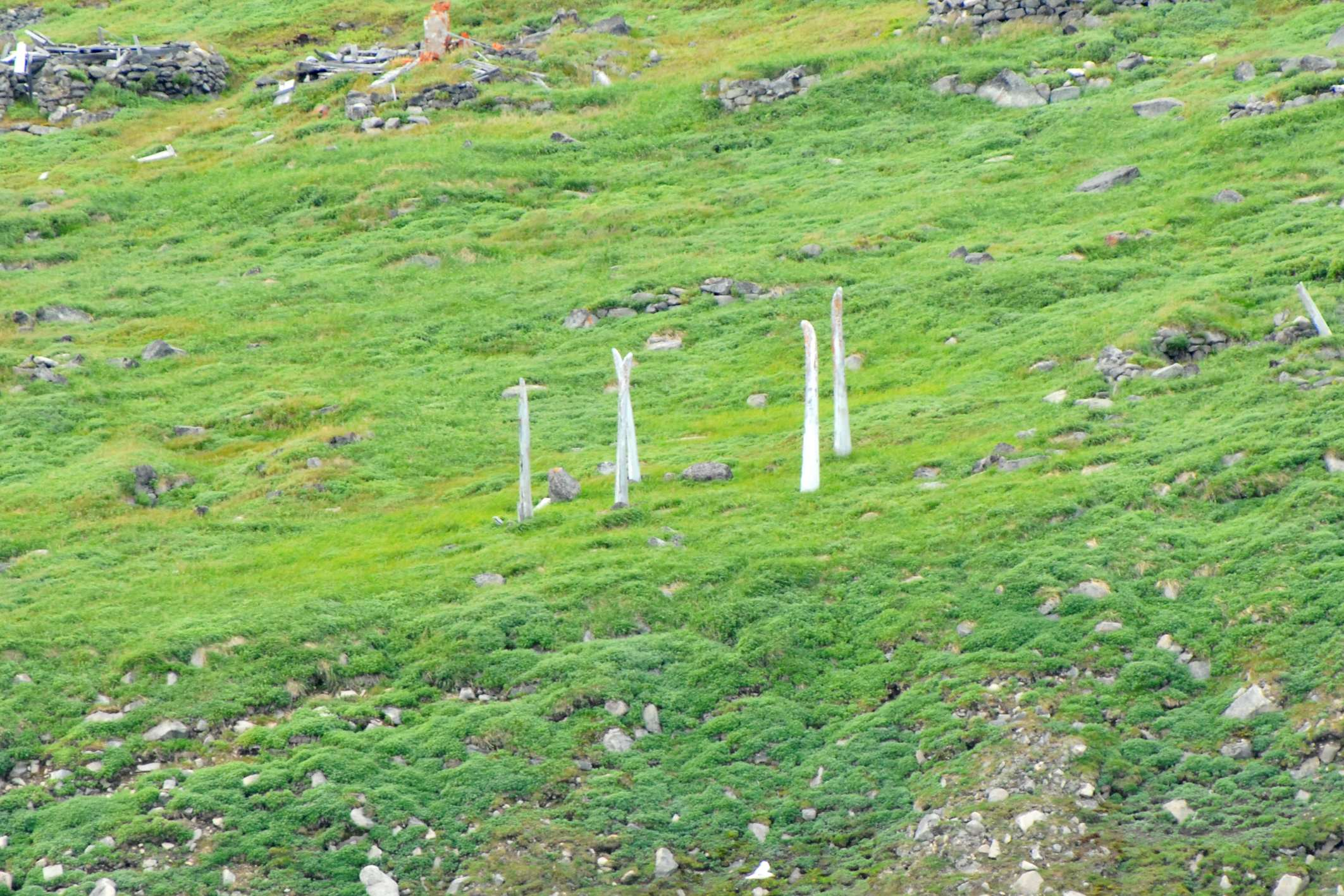
Structure en os de baleine, proximité du site de Naukan (2013)
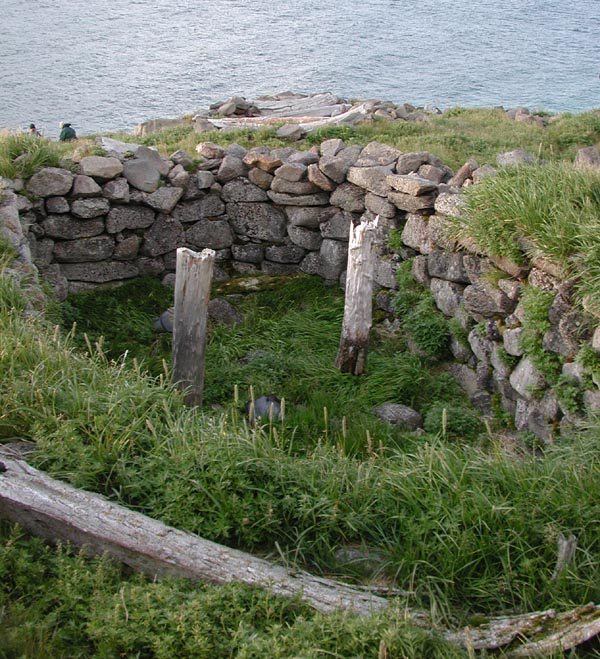
Vestiges d'une habitation avec des fondations en pierre, site de Naukan (2001).
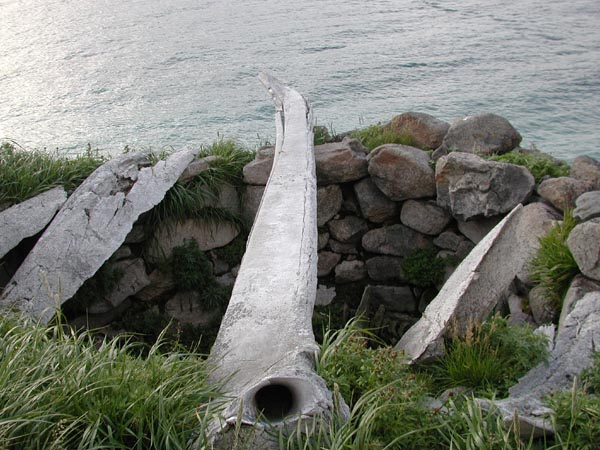
Structure pour conserver la viande, site de Naukan (2001).

## Tourisme
Le site de Naukan est visité chaque année par quelques centaines de touristes.